# Valgañón
Valgañón est une commune de la communauté autonome de La Rioja, en Espagne.